# Teufelstein
Teufelstein är ett berg i Österrike.   Det ligger i distriktet Weiz och förbundslandet Steiermark, i den östra delen av landet, 100 km sydväst om huvudstaden Wien. Toppen på Teufelstein är 1 498 meter över havet, eller 344 meter över den omgivande terrängen. Bredden vid basen är 12,9 km.
Terrängen runt Teufelstein är huvudsakligen kuperad. Närmaste större samhälle är Krieglach, 10,5 km nordväst om Teufelstein. 
I omgivningarna runt Teufelstein växer i huvudsak blandskog. Runt Teufelstein är det ganska tätbefolkat, med 80 invånare per kvadratkilometer.